# Hospital de las Cinco Llagas
El Hospital de las Cinco Llagas es un edificio renacentista del siglo XVI ubicado en Sevilla, que actualmente constituye la sede del Parlamento de Andalucía y de la Cámara de Cuentas de Andalucía. Fue uno de los hospitales más importantes de la capital andaluza y tuvo función clínica hasta 1972. Se encuentra situado en la Ronda Histórica en el barrio de la Macarena de Sevilla.

## Denominaciones
- Hospital del Duque de Alcalá (1546–finales del siglo xvi)
- Hospital de las Cinco Llagas de Nuestro Redentor (finales del siglo xvi–siglo xix)
- Hospital de la Sangre (siglo xix–mediados del siglo xx)
- Hospital Central (siglo xx–1972)

## Historia

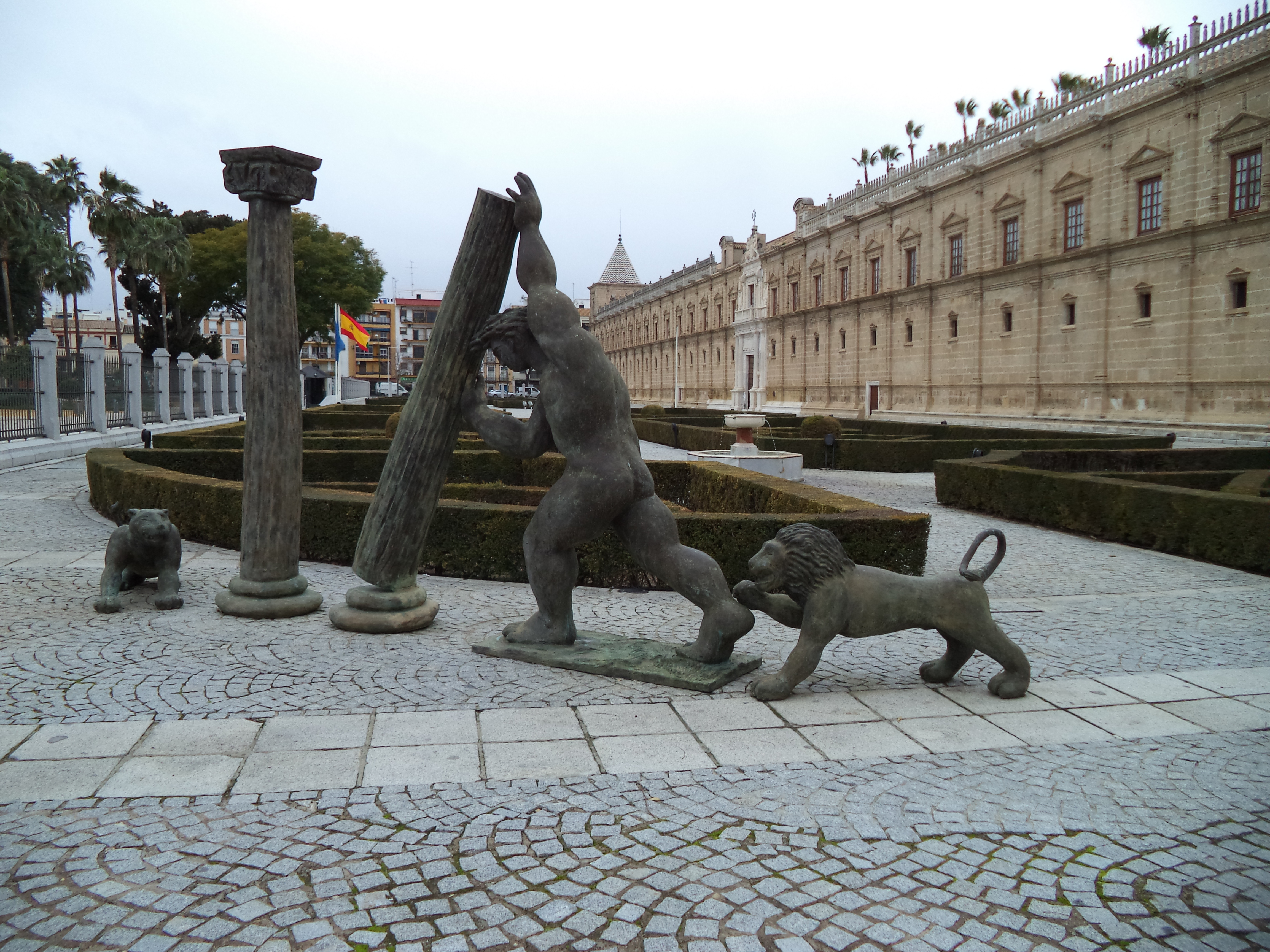
Hércules con dos leones y columnas, obra del artista malagueño José López García-Seguiri representando el Escudo de Andalucía, en los jardines del Parlamento.

### Antecedentes
El Hospital fue fundado por Catalina de Ribera y Mendoza en 1500, como hospital para mujeres. Fue dotado de un gran patrimonio, dado en donaciones, y para su constitución fueron otorgadas dos bulas del papa Alejandro VI, en 1500 y 1502. También obtuvo las bulas de Clemente VII y Julio III en 1524 y 1549 para estar exento de la jurisdicción ordinaria. Catalina de Ribera solicitó la bula de Alejandro VI para que solo se atendieran a mujeres, pero la bula de Clemente VII de 1524 lo hizo extensible a los hombres pobres. Solo tuvo funciones sanitarias aunque a partir de 1750 se utilizó parte como hospicio.
Los patronos, administradores y visitadores serían los padres priores de los monasterios de Santa María de las Cuevas, San Jerónimo de Buenavista y San Isidoro del Campo. Hay que mencionar que, aunque estos patronos tuvieran autoridad para actuar en nombre de la Iglesia por bula pontificia, el hospital dependía directamente, desde su fundación, de la Santa Sede, sin obedecer a cualquier otra institución laica o eclesiástica y sin pagar diezmos.
La primera sede del hospital de las Cinco Llagas se ubicó en la calle Santiago en las casas que tenía Catalina de Ribera sobre el número 10 collación a Santa Catalina, constaba únicamente de 15 camas. 

### Construcción del actual edificio
En 1535 el hijo de Catalina de Ribera, Fadrique Enríquez de Ribera, VI adelantado mayor de Andalucía y I marqués de Tarifa, amplió la dotación monetaria para construir el actual edificio a extramuros de la ciudad, en el arrabal de la Macarena. Fue el primer gran edificio de carácter público que se erigió fuera de la muralla medieval y constituyó uno de los motivos del desarrollo del arrabal, actual barrio de la Macarena, que comenzó a desarrollarse a partir del siglo XVI al levantarse allí las viviendas de los obreros encargados de su construcción y posteriormente los trabajadores del mismo. Fadrique murió en 1539 sin dejar herederos y todos sus bienes fueron a parar también al hospital. La nueva sede del hospital se abrió el 5 de marzo de 1559.
El hospital tuvo muchos benefactores, entre ellos Diego de Yanguas, natural de Logroño, tesorero de la Casa de la Moneda.
La particularidad la marca la iglesia , situada exenta en el patio central y de mayor altura que el resto del edificio. Presenta planta de cruz latina con brazos cortos, capilla mayor semicircular y sacristía rectangular tras ella. Su ejecución corresponde a Hernán Ruiz II, que la dota de gran coherencia formal y decorativa.La portada principal del templo ofrece esquema de arco triunfal, con dos cuerpos, dórico el bajo y jónico el superior, rematados por un frontón. Destacan los relieves de las virtudes teologales, labrados por Juan Bautista Vázquez el Viejo en 1564. En el interior, lo más destacado es su monumental orden jónico, así como las bóvedas que cubren la nave y el crucero. En la cabecera se sitúa el retablo mayor, cuyo diseño se atribuye a Asensio de Maeda, y la ejecución de las pinturas, fechadas en 1602, al pintor rondeño Alonso Vázquez. 
El hospital estuvo dotado de condiciones higiénicas excepcionales en su momento, como cloacas o abastecimiento de agua por medio de un acueducto. Durante su existencia realizó una gran labor asistencial, especialmente en épocas de inundaciones o epidemias.

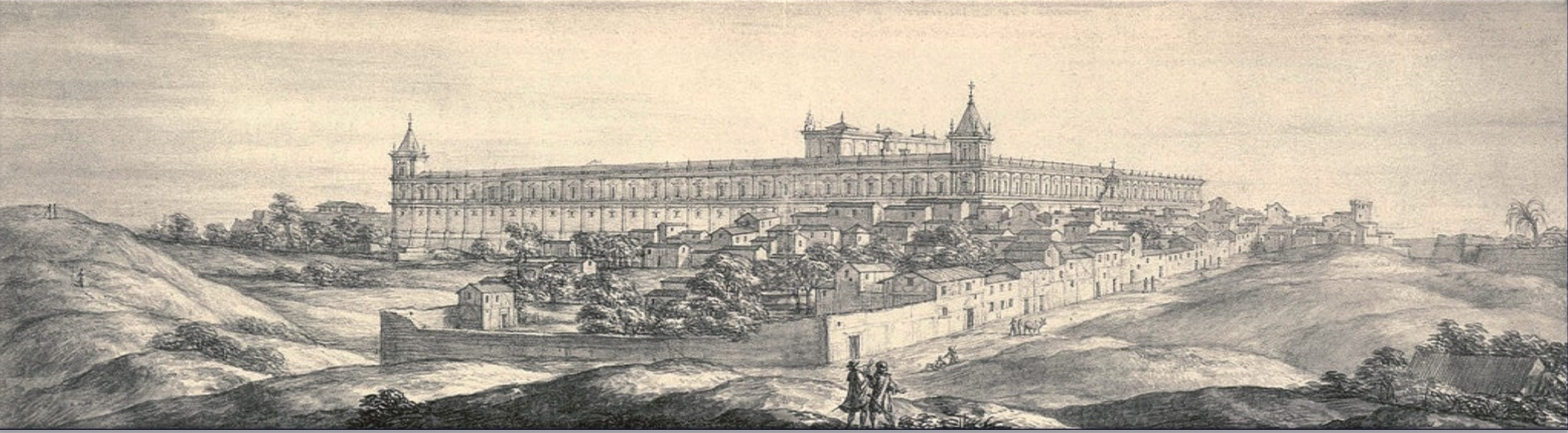
El hospital en 1668. Acuarela de Pier Maria Baldi.

### Uso hospitalario (1559-1972)
El hospital se enfrentó a una grave crisis en 1649, cuando se produjo la epidemia de peste en la ciudad, en la que murió su administrador, Gabriel de Aranda, el secretario, curas del hospital, el barbero y en especial los eclesiásticos que tenían que administrar los santos óleos a los fallecidos. 

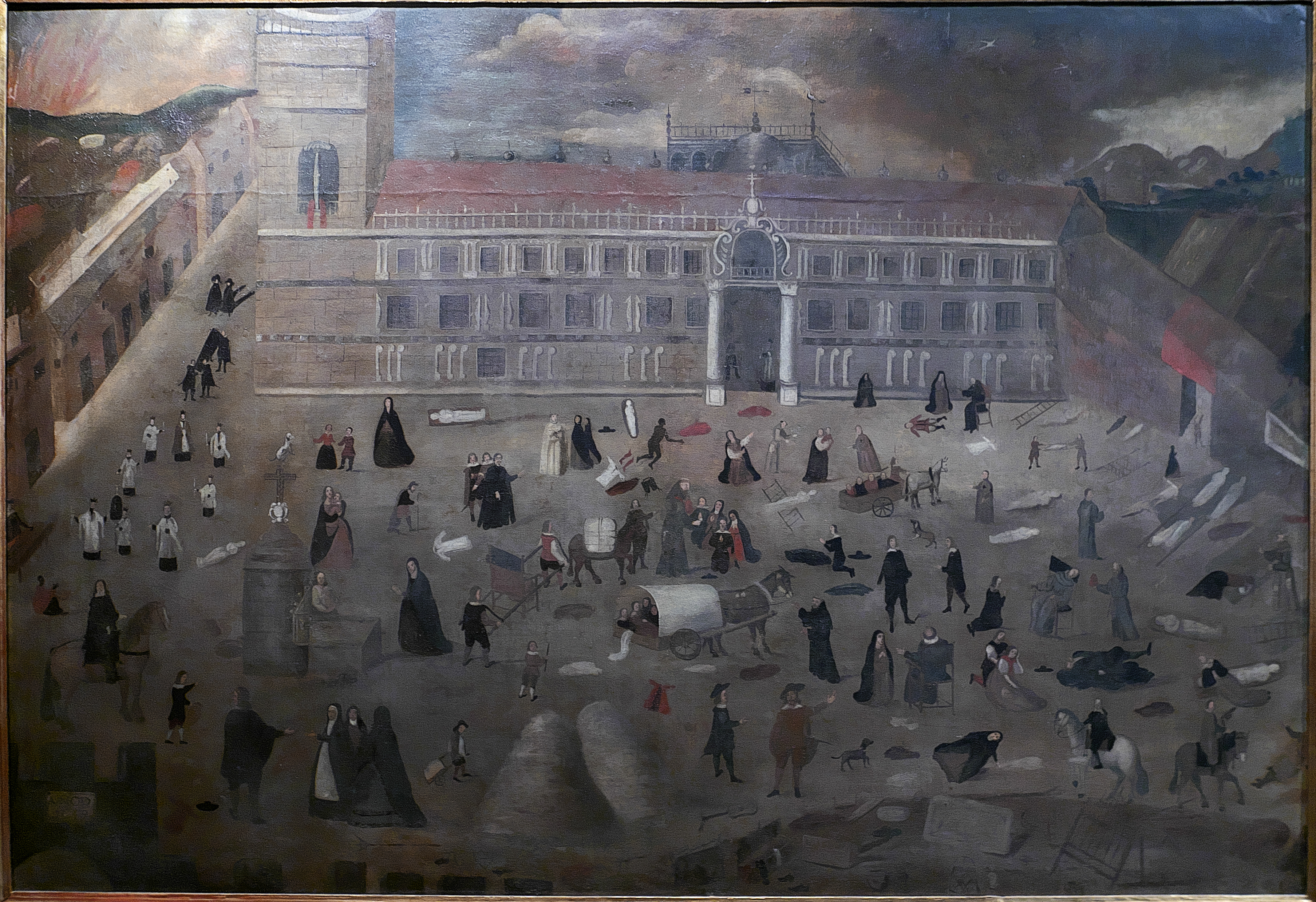
Pintura anónima La epidemia de peste en la Sevilla de 1649, óleo sobre lienzo

La segunda mitad del siglo XVII tendría sequías, plagas de langosta, precipitaciones intensas, etcétera, que empeorarían las condiciones de vida y, en consecuencia, la mortandad. El terremoto de Lisboa de 1755 afectaría a muchos edificios de la ciudad, entre ellos el hospital. Las crisis económicas y las guerras de España afectaron negativamente a las rentas del hospital durante la segunda mitad del siglo XVII y comienzos del XVIII. En 1779 mejoró su situación económica, pero volvió a empeorar por las inundaciones los años 80 de ese siglo, que produjeron una elevada mortandad. En 1791 hubo de reducir personal. A comienzos del siglo XIX otra gran peste asoló la ciudad. Este siglo también se situaría un hospital militar en las instalaciones, dentro del área de convalecencia masculina. Durante la Guerra de la Independencia, por la ocupación francesa, el hospital se quedó sin patronos entre 1810 y 1814, que fueron obligados a marcharse por las tropas invasoras. El hospital militar estuvo aquí hasta 1927.
Sin embargo, vendrían tiempos mejores a través del intervencionismo estatal. Esto posibilitaría, en 1837, la unificación de los hospitales de las Cinco Llagas, Amor de Dios, Espíritu Santo, del Cardenal y de la Bubas en el primero de ellos, que pasó a llamarse hospital Central. Hay que mencionar también que, a lo largo de su historia y hasta comienzos del siglo XIX, el hospital de las Cinco Llagas mantuvo una estrecha relación de colaboración con el hospital del Cardenal, gracias a que compartían patronos de los monasterios de San Jerónimo de Buenavista y de Santa María de las Cuevas.

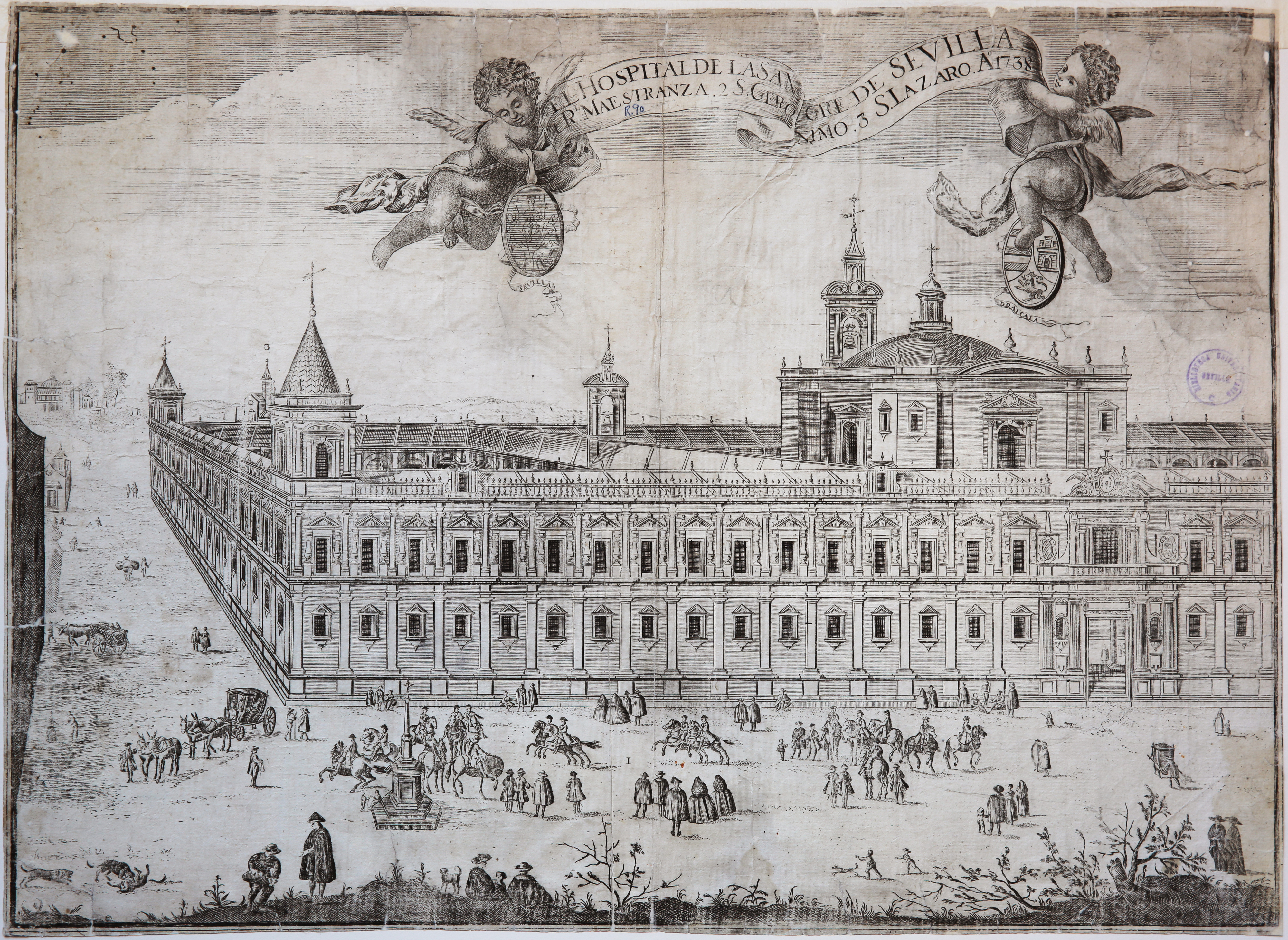
El Hospital de la Sangre de Sevilla en 1738.

### Abandono (1972-1992)
El cierre del hospital se produce en febrero de 1972 debido a su pésimo estado de conservación, aunque se siguen manteniendo algunos servicios sanitarios. El declive fue resultado natural del paso del tiempo y de los avatares históricos y políticos, que lo sumergen en una aguda crisis ya en el siglo XIX, continuada en el siglo XX, donde a pesar de desarrollarse en él los mejores años de la medicina en Sevilla, la lucha por sus recursos y espacios dejan de lado la necesaria conservación.
Diez años después de su desalojo, y sin haber sido ajeno a distintos expolios, se inician los pasos para la generosa cesión del edificio a las instituciones autonómicas por parte de la Diputación de Sevilla, dueña del mismo desde su desamortización en el s.XIX, y en el que realizó una importante asistencia benéfica. En 1986 se elaboran los primeros proyectos y un año más tarde se inician las obras, que concluyen en 1992. El 28 de febrero de ese año el Parlamento de Andalucía estrenó su sede.

### Rehabilitación como parlamento
En esta primera fase se restauraron los patios de Farmacia , de San Carlos , del Recibimiento , del Alcohol y de Cobalto , situados tras la fachada principal. Fue adaptada la iglesia como Salón de Plenos y las salas de enfermería que la rodean como Biblioteca, Sala de Usos Múltiples y salas de Comisiones. En total se rehabilitaron para el Parlamento de Andalucía 48.648 metros cuadrados de superficie.
Durante la V Legislatura se ejecutaron diversos trabajos para la rehabilitación de los patios del Cardenal, de la Fuente y de las Flores, que conformaban la superficie del antiguo Hospital aún sin restaurar. La intervención arqueológica previa se reveló fundamental para conocer datos históricos y fases de construcción y dejó al descubierto unos interesantes hornos romanos datados hacia la mitad del siglo I d. C., así como elementos de la cultura islámica de gran interés.
Las obras continuaron a lo largo de la VI Legislatura con dos objetivos generales: la ampliación de la superficie del Parlamento de Andalucía y el traslado de la Cámara de Cuentas. Tras el Salón de Plenos se ubicó la Sala de Pasos Perdidos, dispuesta como centro desde el que establecer las nuevas relaciones del conjunto. Se definieron también los accesos por el lado norte, adecuándolo al urbanismo de este sector de la ciudad.
Después de tres años de intervenciones y la recuperación de 18.590 metros cuadrados, la nueva superficie rehabilitada fue inaugurada por Sus Majestades los Reyes el 20 de febrero de 2003.

## Arquitectura

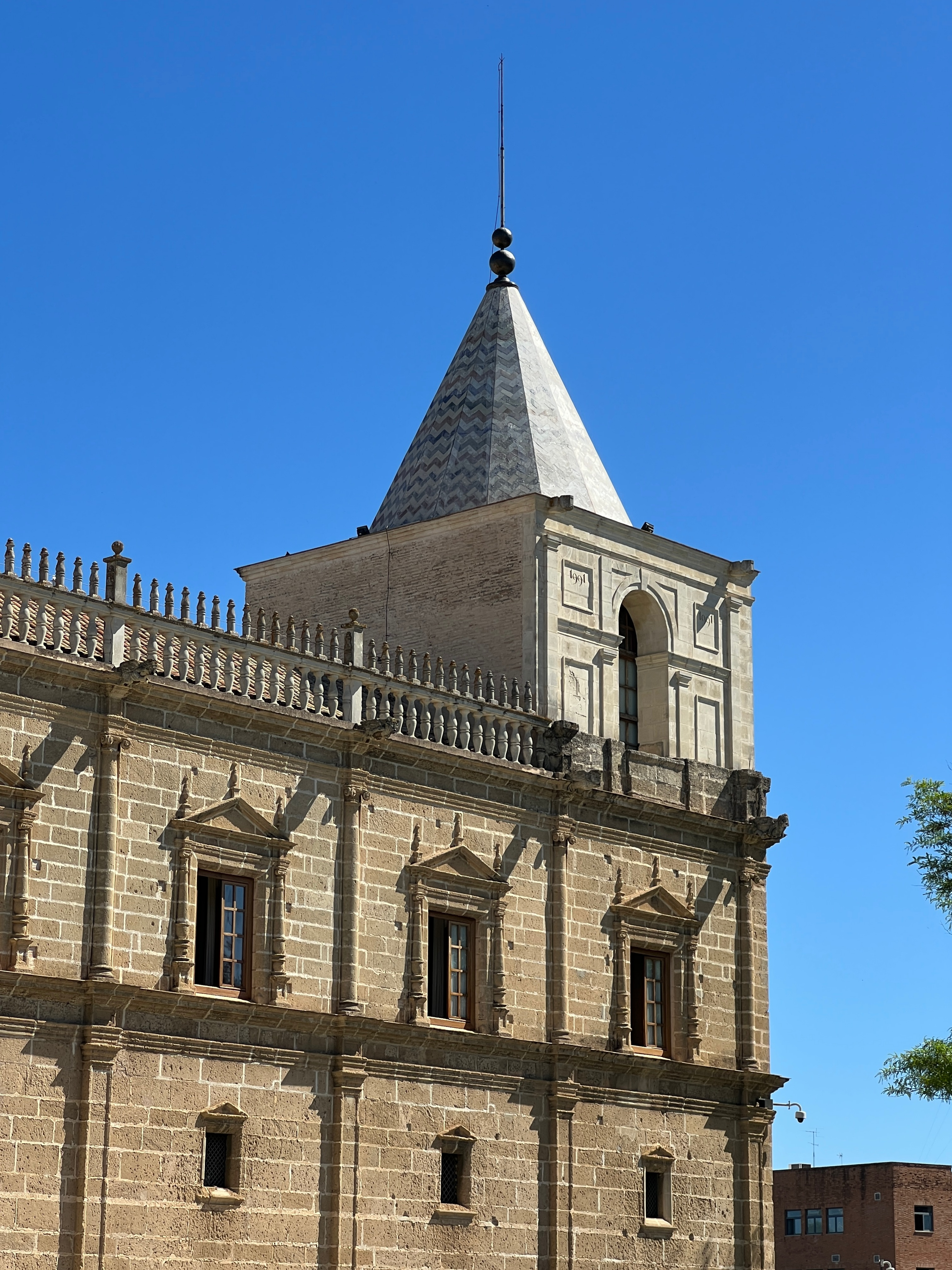
Torre de la esquina sureste.

El edificio fue proyectado por Martín de Gainza, quien dirigió las obras hasta su muerte, en 1556. Dos años más tarde se encargó la continuación de la obra a Hernán Ruiz II, inaugurándose aunque incompleto dos años más tarde.
Su planta es rectangular y se articula en torno a 10 patios, de los que solo se construyeron nueve, si bien solo se conservan en la actualidad ocho. El elemento más característico del edificio es sin duda su iglesia, situada en el patio central de los siniestros, exenta, posee planta de cruz latina y un amplio carácter renacentista. Es más alta que el resto del edificio. En su interior es donde se celebran actualmente los plenos, destacando su retablo mayor, construido por Diego López Bueno con pinturas de Alonso Vázquez según diseño de Asensio de Maeda.
Para la construcción de la nueva fábrica presentaron sus diseños los arquitectos Luis de Villafranca, Martín de Gaínza, Francisco Rodríguez Cumplido y Luis de Vega, siendo elegido entre todos ellos el proyecto de Martín de Gaínza, quien se encarga del comienzo de las obras en 1546, dirigiéndolas hasta su muerte en el año 1556. En todo ese tiempo levantó los patios de poniente, las fachadas y las torres, sin los remates. 
De un refinamiento exquisito e insuperable clasicismo, su racionalidad y mesura sirvió de exponente de una nueva arquitectura, contrapuesta a la abigarrada y caótica ciudad medieval de intramuros que existía en la Sevilla de su época; y representa una de las mejores muestras de la arquitectura renacentista en toda Andalucía. 

### Fachadas

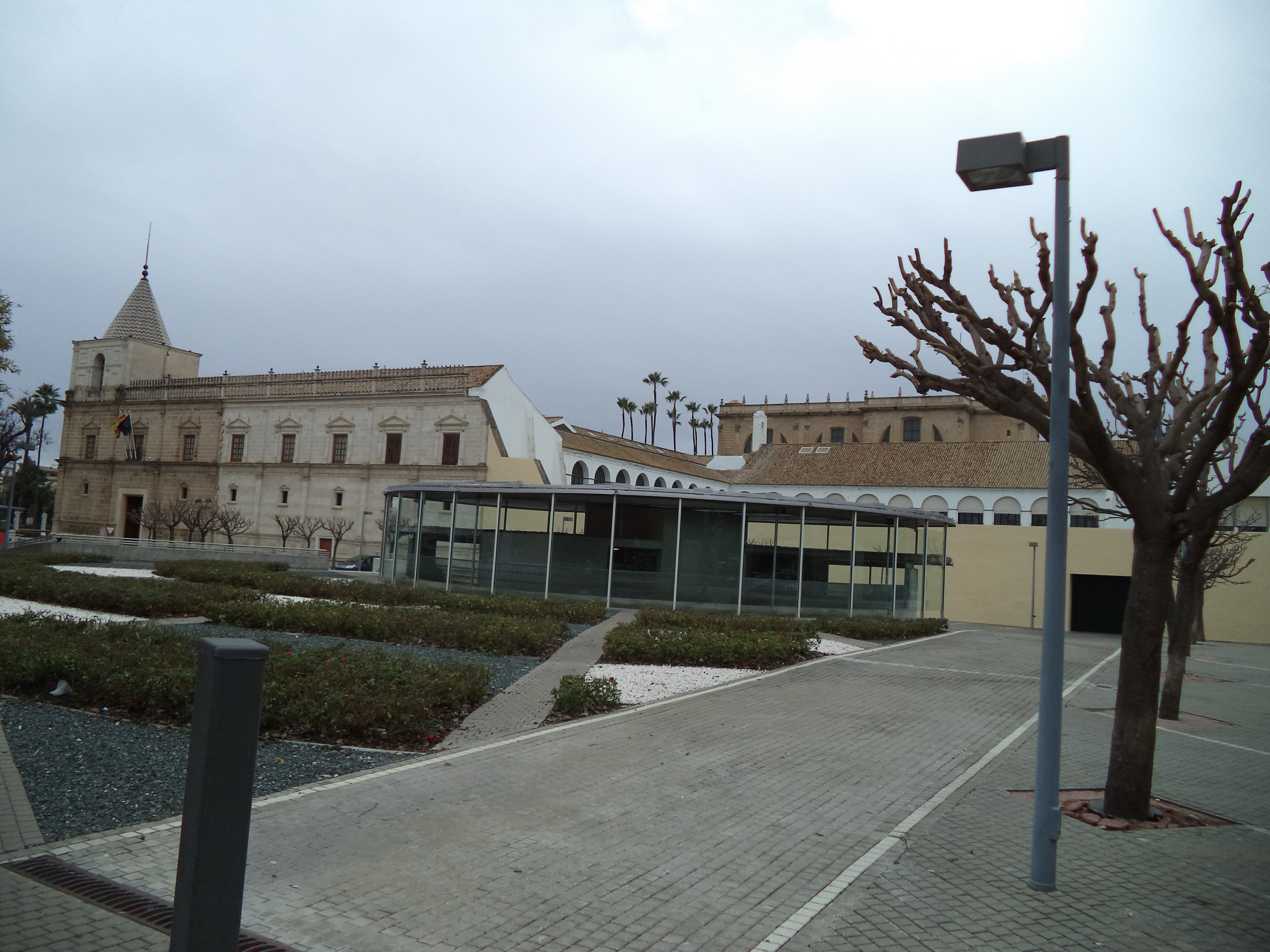
Fachada este del Parlamento de Andalucía, antiguo hospital de las Cinco Llagas

El plan de este edificio, el de mayor envergadura de la España de su tiempo, se basó en el de las fundaciones hospitalarias de los Reyes Católicos, aunque aproximándose más al modelo que en ellos se había copiado, el del hospital Mayor de Milán, obra de Filarete. Concebido como un gran rectángulo con torres en las esquinas y cuyas fachadas se articulan en dos pisos mediante órdenes clásicos, la inicial simetría de su planta planificada alrededor de cuatro grandes patios fue posteriormente alterada al situarse la iglesia aislada en el centro de uno de ellos. 
El edificio presenta largas fachadas que se dividen horizontalmente en tres cuerpos mediante molduraciones rematadas por una cornisa. Verticalmente se presentan sus huecos entre pedestales, en los que se apoyan órdenes apilastrados dóricos y, sobre estos, otros jónicos. Los balcones de la planta superior se flanquean entre órdenes abalaustrados, frontones y acróteras, en una ordenación continuada de marcado italianismo.

### Iglesia

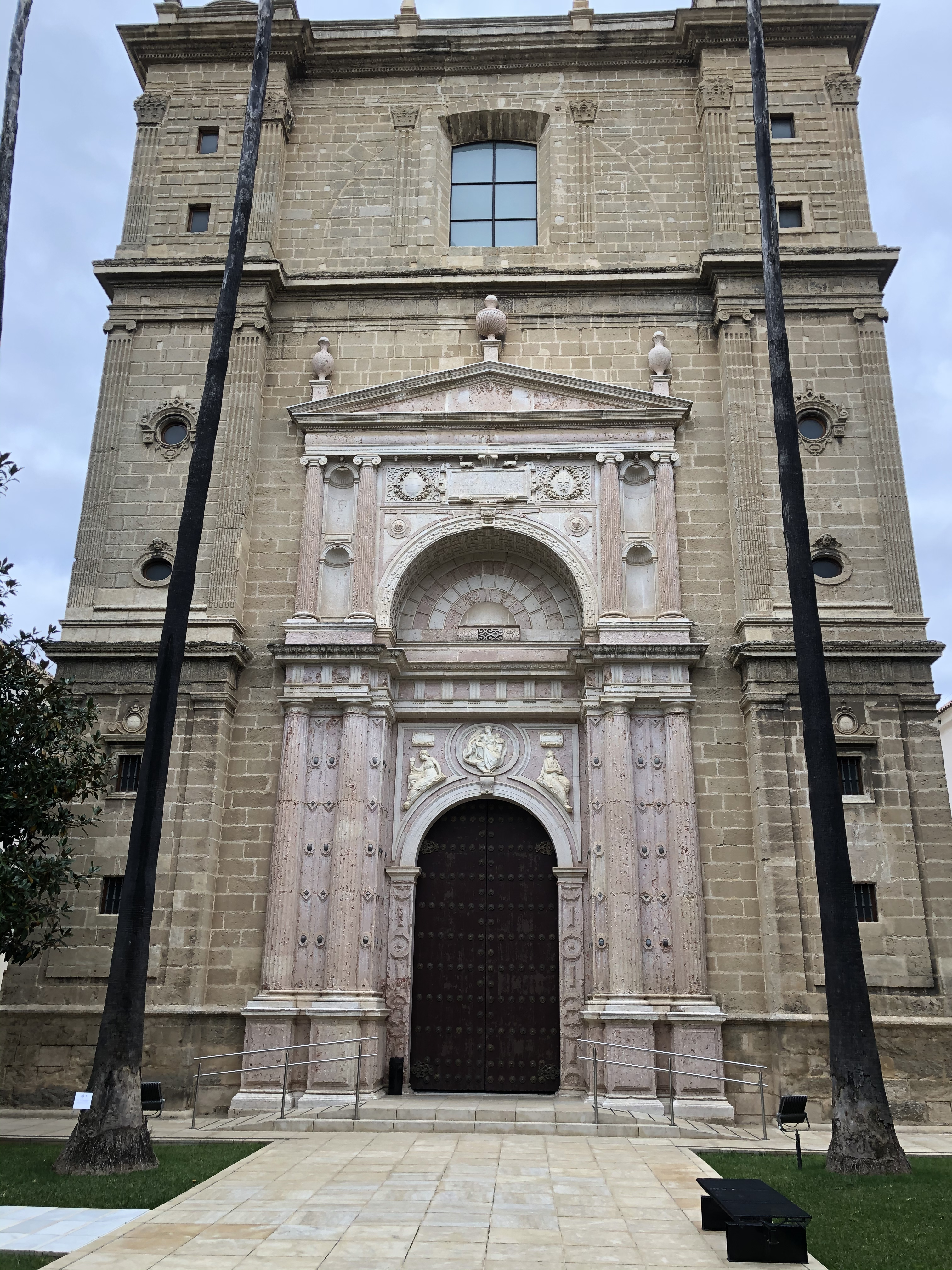
Portada de la iglesia.

Decisiva intervención en la obra tiene Hernán Ruiz II, quien después de ser nombrado Maestro Mayor de las obras de este hospital en 1558, termina algunas de las partes que dejó sin acabar Martín de Gaínza, su antecesor, y remata las torres. 
Su principal aportación en la construcción consiste en su majestuosa e innovadora iglesia, de planta de cruz latina con cuatro capillas laterales y ábside semicircular delante de la sacristía. Con esta iglesia se inaugura el tipo de las denominadas «de cajón», de tanta trascendencia en la arquitectura sevillana posterior. En sus alzados interiores se levantan, sobre cada dos capillas, altos órdenes jónicos apoyados en ménsulas con diseño de capitel dórico, cubriendo su única nave con tres bóvedas vaídas. 

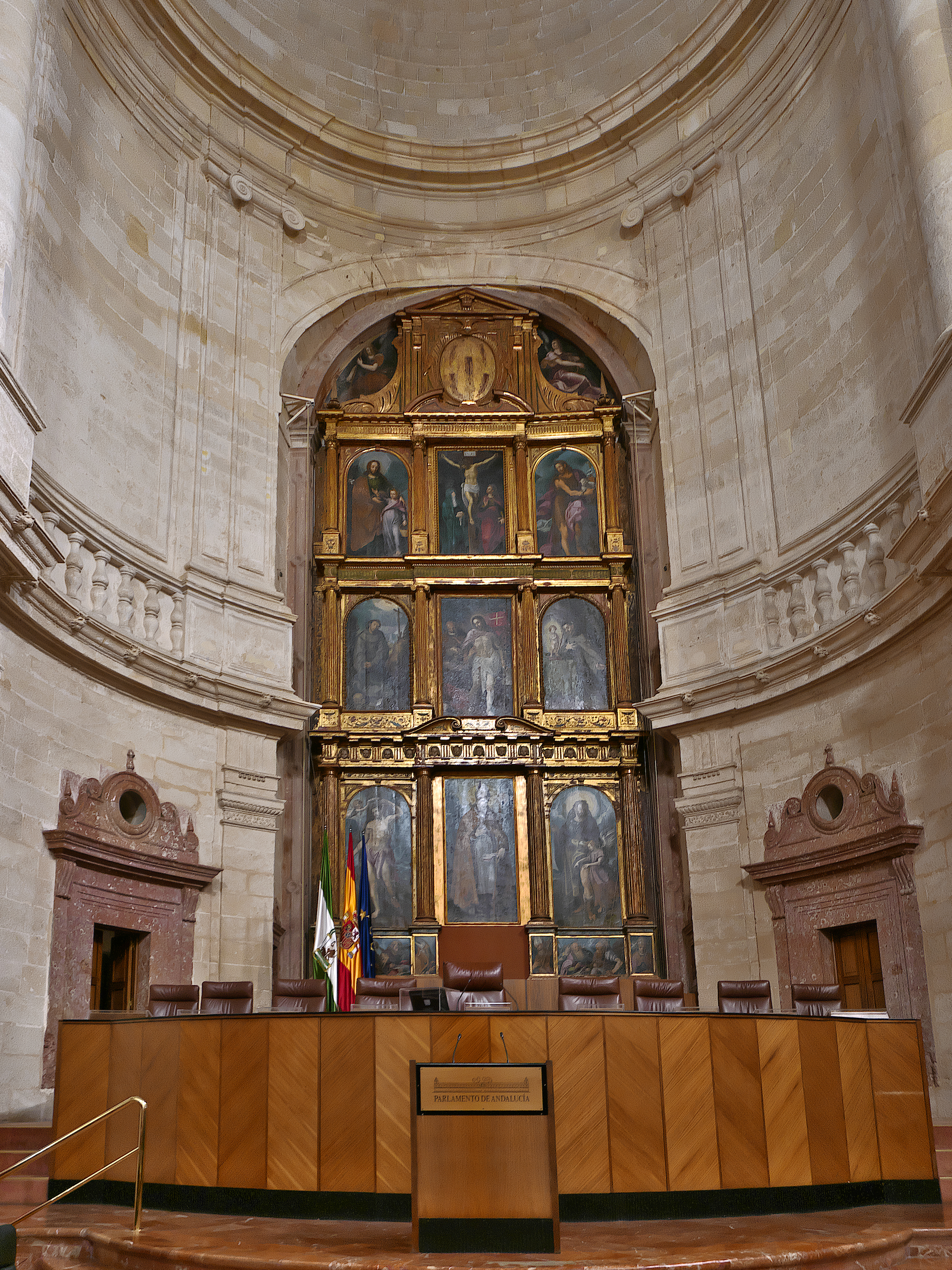
Retablo mayor de la iglesia, actualmente tapado.

Tanto interior como exteriormente cuenta con bellas portadas de mármol, sobresaliendo la personal interpretación de su autor en la articulación de los elementos y en la ornamentación de su portada principal, situada a los pies, compuesta a modo de arco triunfal romano donde se incluye un medallón con emblemas de la fe, la esperanza y la caridad, esculpidos por Juan Bautista Vázquez el Viejo en 1564.

### Portada

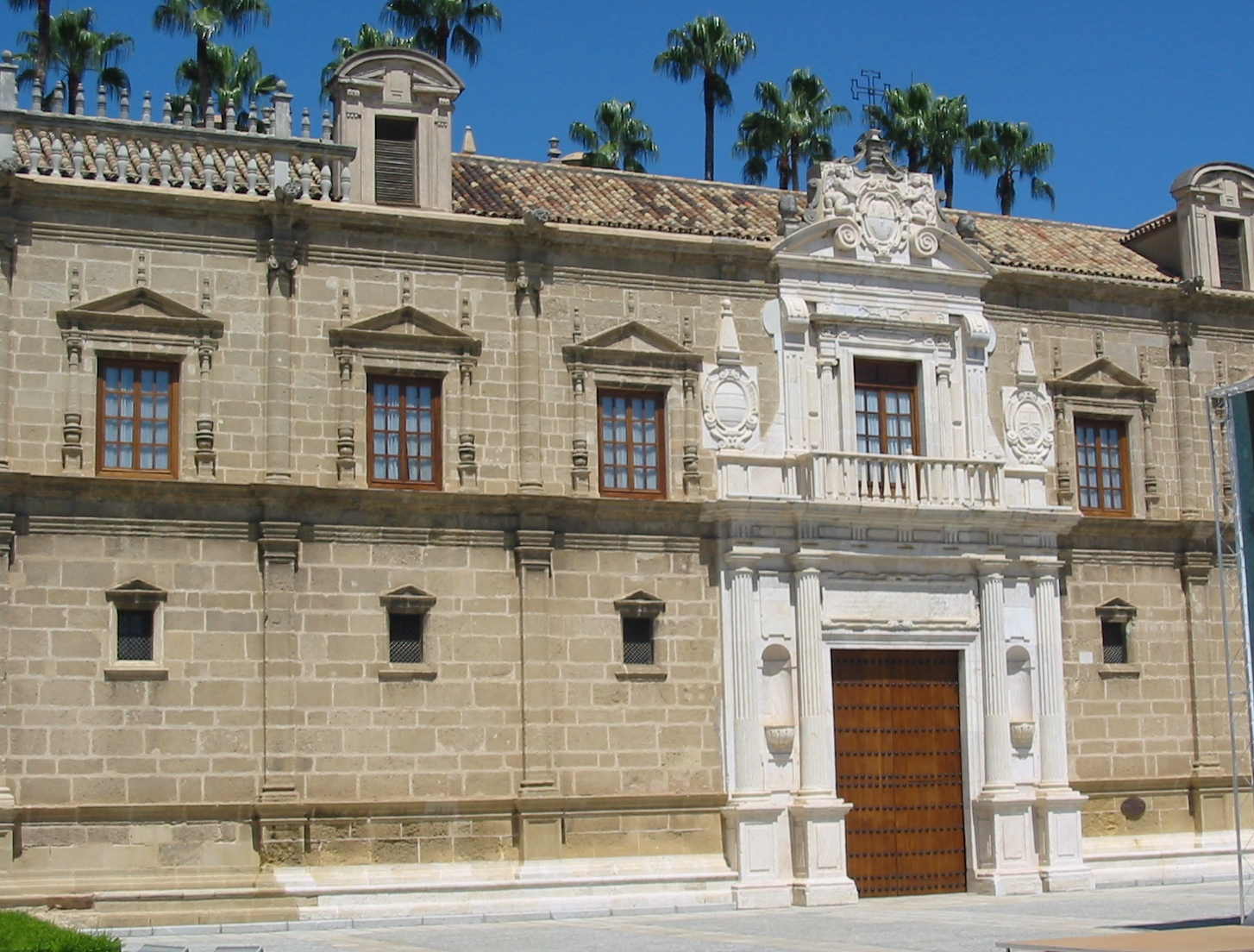
Portada principal, de estilo manierista.

Tras la muerte de Hernán Ruiz II (1569) le sucede en las obras el italiano Bevenuto Tortello, quien en los escasos tres años que duró su presencia al frente de ellas poco o nada queda reconocible. 
Ya en el siglo XVII le corresponde a Asensio de Maeda, por entonces maestro mayor de las obras de este hospital, realizar su fachada principal y levantar en ella su gran portada de acceso, la parte más representativa del conjunto, según las trazas dadas por Miguel de Zumárraga; obra de claro carácter manierista de 1618.

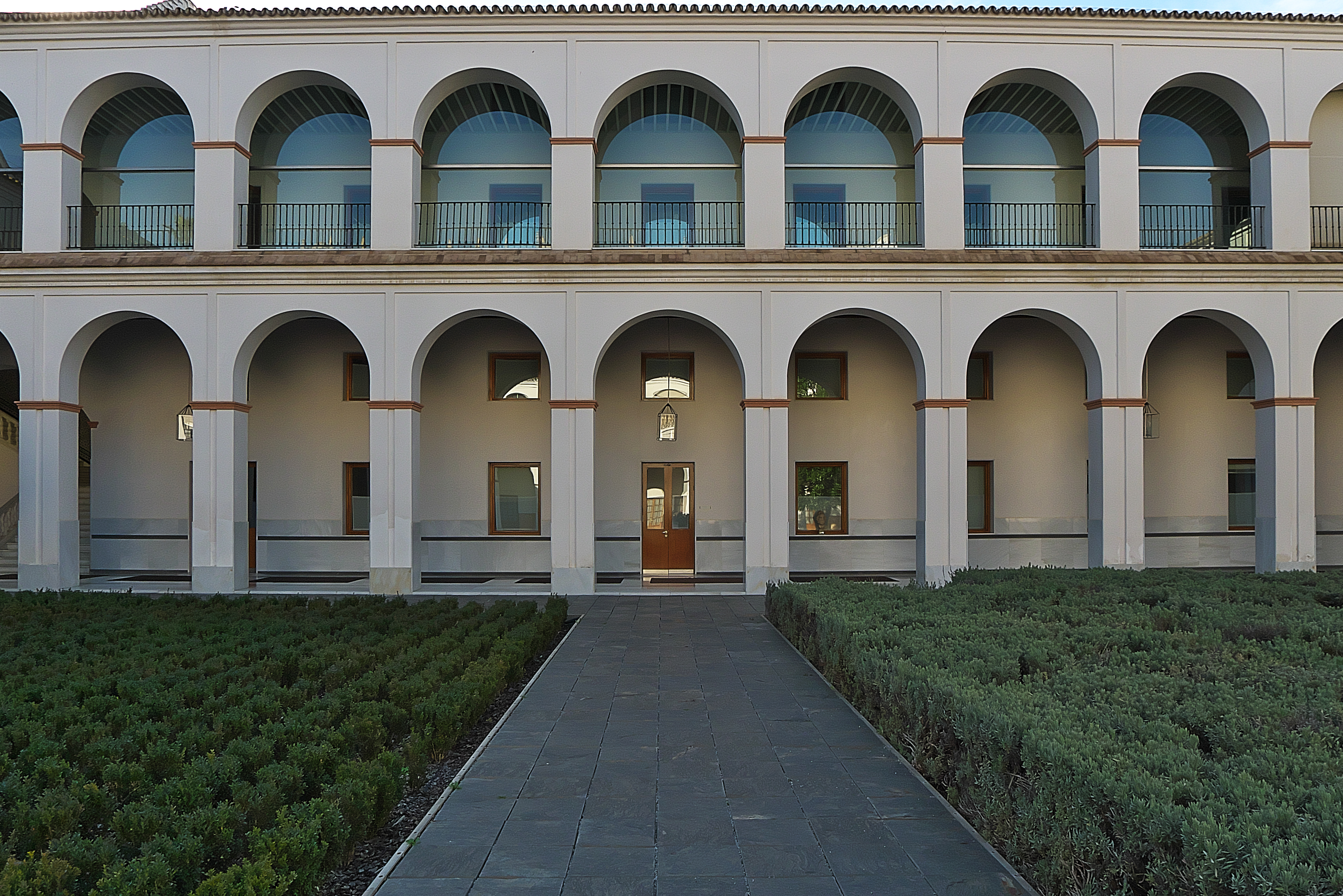
Patio del Cardenal.

### Jardines
El edificio presenta su fachada principal precedida por un amplio espacio ajardinado dividido en dos zonas bien diferenciadas entre los que se levanta una alta y amplia verja de hierro. El jardín más exterior, más amplio y con arbolado de mayor porte, abierto para su acceso para el público general; y el más cercano al edificio, realizado a base de setos cuidadosamente recortados que se distribuyen según un trazado simétrico y muy ordenado, adecuado a la solemnidad y el clasicismo de la fachada, de acceso restringido. 
En este espacio interior se ha incluido en 2007 el grupo escultórico de Hércules con dos leones y columnas que se realizó para la Exposición Universal (la Expo´92), y que estuvo ubicado durante el evento delante del pabellón de Andalucía. Dicho conjunto es obra del escultor y pintor malagueño José López-García Seguiri.

## Sede del Parlamento de Andalucía

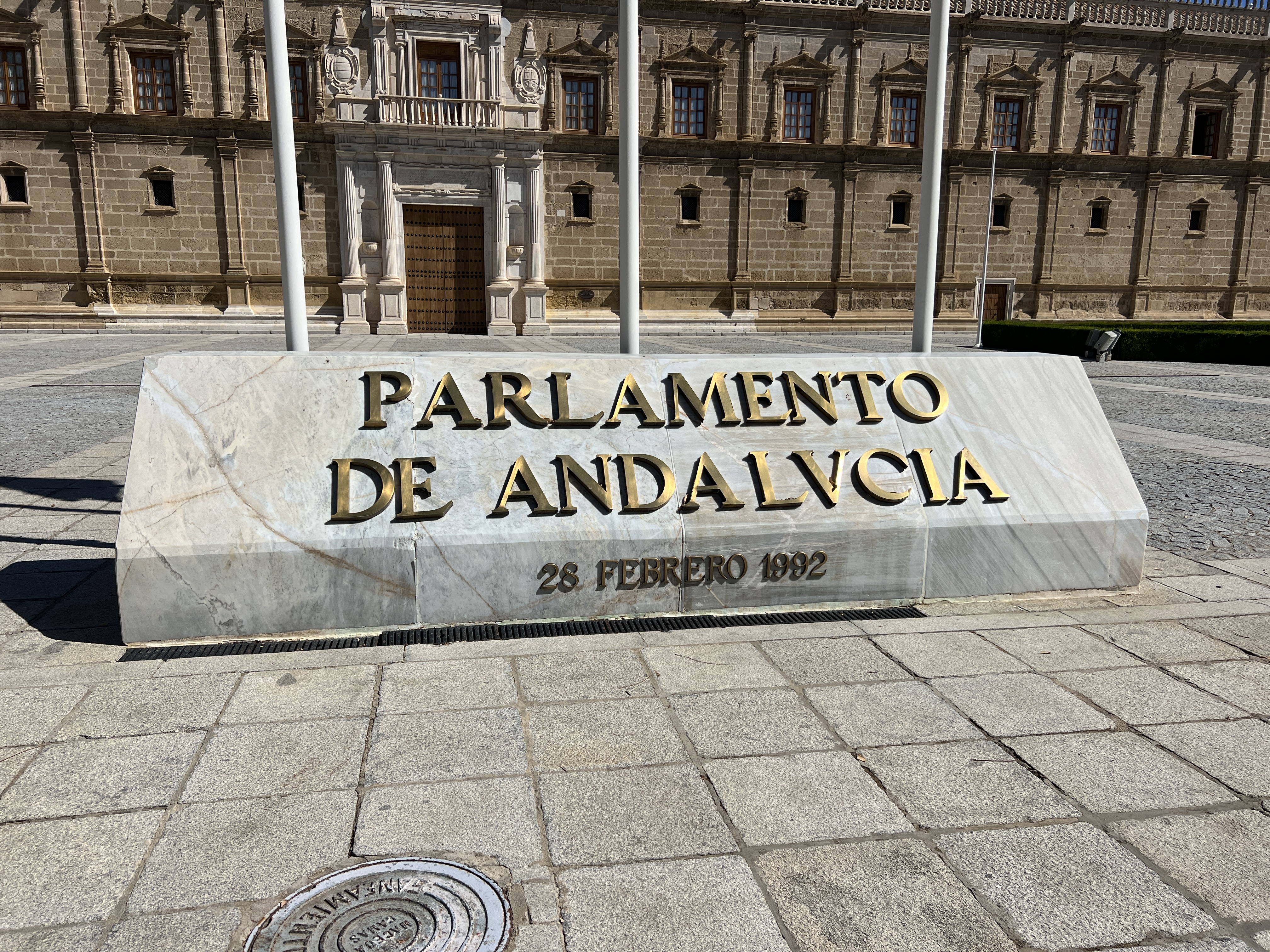
Monolito de la inauguración del edificio, en 1992

El edificio funcionó como hospital hasta el año 1972. Tras años de abandono, en 1986 se redactaron los proyectos para su conversión en la sede del Parlamento de Andalucía, inaugurándose el 28 de febrero (día de Andalucía) de 1992. La restauración total del edificio finalizó en el año 2003, con la conclusión de los trabajos de recuperación de los patios y estancias que no se habían acometido en la primera fase durante los años ochenta.